# So I Married an Axe Murderer
So I Married an Axe Murderer (Brasil: Uma Noiva e Tanto / Portugal: Casei com Uma Assassina) é um filme estadunidense de comédia de terror de 1993, dirigido por Thomas Schlamme e estrelado por Mike Myers e Nancy Travis. Myers interpreta Charlie MacKenzie, um homem com medo de se comprometer até conhecer Harriet (Travis), que trabalha em um açougue e pode ser uma serial killer. Myers também interpreta o pai de seu próprio personagem, Stuart.

## Sinopse
Charlie MacKenzie é um popular poeta beat local que mora em São Francisco e que faz de seus frequentes rompimentos o assunto de seus poemas. Seu melhor amigo Tony, um detetive de polícia recém-promovido, castiga Charlie por romper por causa de minúcias—uma vez que os motivos de Charlie para terminar são geralmente egoístas e paranóicos. Tony ressalta que Charlie simplesmente tem medo de se comprometer e tenta identificar (ou inventar) qualquer motivo para romper com alguém.
Charlie encontra uma açougueira chamada Harriet, e os dois rapidamente encontram laços comuns entre eles. Eles começam a namorar, e Charlie descobre que ela morou em Atlantic City, esteve envolvida com um treinador de artes marciais russas e grita por alguém chamado Ralph enquanto dormia. Depois de ficar em sua casa uma noite, Charlie conhece a excêntrica irmã de Harriet, Rose, que avisa Charlie para ter cuidado. Enquanto continuam a se ver, Charlie e Harriet se apaixonam. Ele organiza um jantar com ela para conhecer seus pais escoceses, Stuart e May, que acreditam em teorias da conspiração e recebem notícias do tablóide Weekly World News. Enquanto estava lá, Charlie viu um artigo compartilhado anteriormente por sua mãe que descreve uma personagem conhecida como "Sra. X", uma noiva que mata seus maridos em lua de mel usando um machado.
Charlie fica paranóico e pede a Tony para investigar Harriet e a história da Sra. X. Tony revela que todos os maridos da Sra. X foram dados como desaparecidos ao lado de suas esposas, garantindo que Harriet provavelmente não seria a Sra. X. Charlie continua nervoso e, depois de mais alguns encontros problemáticos, decide terminar com ela. Tony relata mais tarde que um assassino na história da Sra. X confessou. Aliviado, Charlie pede desculpas a Harriet recitando um de seus poemas beat para ela de seu telhado. Eles fazem as pazes e Harriet explica um pouco da confusão que Charlie teve em sua história, como Ralph ser o nome de uma mulher que ela conhece.
Algum tempo depois, no aniversário de casamento de seus pais, Charlie pede Harriet em casamento, que ela aceita com relutância após alguma hesitação. Após a cerimônia de casamento, eles embarcam em uma lua de mel em um hotel isolado nas montanhas. Depois que eles partem, Tony descobre que o assassino confessado é na verdade um mentiroso compulsivo. Ele envia uma foto de Harriet para os conhecidos dos maridos desaparecidos, e todos relatam que ela era a esposa de seus amigos. Com as linhas telefônicas do hotel desligadas devido a uma tempestade, Tony aluga um avião. Quando ele pousa, ele pode ligar para Charlie localmente e avisá-lo que Harriet realmente é a Sra. X, mas a linha telefônica do hotel foi interrompida e a energia elétrica foi perdida.
Charlie está em pânico e tenta ficar longe de Harriet sem deixar que ela saiba o que ele sabe, mas os funcionários do hotel o forçam a ir para a suíte de lua de mel para sua primeira noite juntos. Charlie se encontra sozinho e descobre uma carta "Querida Jane", supostamente escrita por ele, explicando sua ausência a Harriet. De repente, Rose aparece empunhando um machado. Rose diz a Charlie que ele não deveria encontrar a carta e se revela como a assassina da Sra. X—ela sente que os maridos de Harriet estão tirando sua irmã dela, e então os mataram em sua noite de lua de mel, levando Harriet a acreditar que cada marido simplesmente a deixou. Charlie é então preso em um jogo de gato e rato, ficando longe de Rose enquanto espera a chegada da polícia.
Tony leva a polícia para o hotel, mas prende Harriet, ainda acreditando que ela seja a assassina. Tendo perseguido Charlie até o telhado do hotel, Rose balança o machado em Charlie e é jogada para fora do prédio, com apenas Charlie impedindo que ela caia para a morte. Tony vem para segurar sua queda, onde ela é presa e levada embora. Charlie e Harriet retomam suas vidas como um casal feliz.

## Elenco
- Mike Myers como Charlie MacKenzie / Stuart MacKenzie
- Nancy Travis como Harriet Michaels
- Anthony LaPaglia como Tony Giardino
- Amanda Plummer como Rose Michaels
- Michael Richards como homem insensível
- Brenda Fricker como May MacKenzie
- Matt Doherty como William "Heed" MacKenzie
- Charles Grodin como motorista comandado
- Phil Hartman como John "Vickie" Johnson, Guia de Alcatraz
- Debi Mazar como Susan, a namorada de Tony
- Steven Wright como piloto
- Jessie Nelson como Ralph
- Alan Arkin como o capitão de Tony
- Greg Germann como Concierge
- Kelvin Han Yee como Mestre Cho

## Produção
A gênese do filme teve início em 1987, quando o produtor Robert N. Fried, que havia recentemente deixado a Orion Pictures para se estabelecer por conta própria, se encontrou com o escritor Robbie Fox para discutir ideias para histórias. Eles acabaram falando sobre os problemas que tinham com as mulheres e concordaram que "a maioria das mulheres parecia querer nos destruir!" Fried e o co-produtor Cary Woods formaram sua própria produtora em 1992. So I Married An Axe Murderer foi seu primeiro filme, para o qual receberam um orçamento de $20 milhões. Fox escreveu o roteiro em 1987. Na versão original, Charlie era judeu e, de acordo com Fried, foi "inicialmente concebido como sendo mais paranóia do que compromisso". Myers queria mudanças no roteiro que lhe permitissem interpretar tanto uma atuação séria quanto uma comédia no estilo Saturday Night Live.
Ele reescreveu extensivamente o roteiro com o escritor Neil Mullarkey, um velho amigo da Grã-Bretanha. De acordo com Myers, eles mudaram a história e muitos dos momentos cômicos. Fox foi convidado a considerar um novo conjunto de créditos que lhe deram uma "história de" e créditos de co-roteiro. Ele rejeitou a proposta e, na arbitragem, o Writers Guild of America decidiu que a Fox receberia o crédito de roteirista exclusivo. Fried e Myers ficaram chateados porque Mullarkey, que trabalhou muito no roteiro, não recebeu nenhum crédito.

### Elenco
Fried e o co-produtor Cary Woods convidaram Mike Myers para interpretar Charlie MacKenzie por causa do sucesso que ele teve com o filme Wayne's World. Ele concordou porque gostou do roteiro, já que muitos de seus amigos também tinham medo de se comprometer, e "estavam todos sofrendo de pés frios e o que é pés frios senão um terror de baixo grau? Esta história apenas expande esse terror." Antes de ser abordado, Woody Allen considerou interpretar Charlie. Chevy Chase, Albert Brooks e Martin Short também consideraram o papel, mas não gostaram do personagem. Sharon Stone foi inicialmente definida para interpretar Harriet Michaels, a suposta assassina de machado do título do filme.
Como Myers, que tem dois papéis no filme, Stone queria interpretar Harriet e o papel de Rose, a irmã de Harriet, esta última retratada no filme de Amanda Plummer. Os executivos de estúdio da Sony não gostaram da ideia de Stone interpretar os dois papéis e, portanto, ela se recusou a aceitar o papel. Nancy Travis, parceira e futura esposa de Fried, foi então escalada para o papel. Travis foi atraído pelas "qualidades de perigo e compaixão misturadas com humor [o que] a tornam uma personagem intrigante".
Anthony LaPaglia disse que seu personagem "tem grandes ilusões de ser Serpico, você sabe que ele está pronto para lutar contra o crime como seu herói fez. Mas ele simplesmente não é competente". Quando os atores compareceram à primeira leitura do roteiro do elenco, o pai de Charlie, Stuart, ainda não havia sido escalado. Myers leu as falas do personagem e os cineastas gostaram tanto de sua interpretação que perceberam que ele também poderia interpretar esse papel. O filme também apresenta participações especiais de Charles Grodin, Phil Hartman, Michael Richards, Mike Hagerty, Debi Mazar, Steven Wright e Alan Arkin, o último parecendo sem créditos como o chefe sensível de Tony. Todos concordaram em estar no filme pela oportunidade de trabalhar com Myers.

### Fotografia principal
Para encaixar Charlie e seu pai na mesma cena juntos, os cineastas usaram um processo de tela dividida. Para interpretar o papel de Stuart, Myers passou mais de três horas e meia aplicando uma maquiagem protética especial. Enquanto filmava cenas no açougue, Nancy Travis se distraiu com as palhaçadas de Myers e acidentalmente arrancou a ponta do dedo médio da mão esquerda enquanto cortava vegetais com uma faca de cozinha. Um médico local costurou o dedo novamente. Travis disse que ela e Myers freqüentemente improvisavam juntos, e ele a ensinou mais sobre comédia e mostrou a ela "como ser relaxada e espontânea no set."
Houve histórias na imprensa que o ego inflado de Myers forçou extensas refilmagens do filme, e que ele tentou negar o crédito de Robbie Fox por escrever o filme. No set, o diretor Thomas Schlamme disse que tinha suas diferenças com Myers sobre como o filme deveria ser moldado. Ele disse que Myers estava "indo além de seu eu normal e brincando fora de si mesmo. Conflitos de personalidade estavam prestes a acontecer. Nós lutamos". O diretor negou que Myers fosse um maníaco por controle e elogiou o "comprometimento total com seu trabalho. (Mas) sim, foi difícil". Além disso, vários jornais e revistas importantes afirmaram que o filme ultrapassou o orçamento, com brigas internas entre os atores principais e atrasos no lançamento, e que não foi engraçado. Apesar desses relatórios iniciais, So I Married an Axe Murderer teve uma pontuação alta nas exibições de teste.

### Localizações
Situado em São Francisco, Califórnia, o filme apresenta muitos pontos turísticos e bairros famosos da metrópole Golden State, incluindo a Ponte Golden Gate, o Palácio de Belas Artes e Alcatraz. Uma cena em Alcatraz foi filmada no bloco "A", uma área que ainda está em seu estado original desde 1912 e não é aberta ao público. O espaço para atores, equipe e equipamento é estreito, desafio também enfrentado pelos criadores de The Rock, que traz Nicolas Cage e Sean Connery como personagens invadindo o complexo penitenciário. O minúsculo Aeroporto Municipal de Cloverdale também está no filme.
O restaurante onde os personagens de Myers e Travis namoram com LaPaglia e Debi Mazar é o Fog City Diner. O açougue usado para "Meats of the World" era Prudente Meats na Grant Ave, na seção North Beach de San Francisco.
A cena em que Charlie termina com Harriet foi ambientada na Alamo Square, o cenário mostrando o horizonte da cidade.
As cenas finais se passam em Dunsmuir House, no sopé do leste de Oakland. Efeitos especiais adicionais e matte painting criaram a ilusão de que o local era isolado entre montanhas. A cena externa do café, Cafe Roads, onde Myers recita sua poesia beat, é o bar Vesuvio, na Columbus Avenue e Jack Kerouac Alley. Os cineastas escolheram San Francisco como cenário do filme porque era o lugar ideal para um poeta como Charlie viver.
Myers disse que se sentiu atraído pela "cultura do café, com suas roupas e música e toda sua sensibilidade ... as pessoas não vão tanto aos bares. Costumam sair para tomar café". Vários sets foram construídos em armazéns perto de Candlestick Park, e esses estúdios de som foram usados por muitas semanas.

### Cenas deletadas
Sabe-se da existência de pelo menos duas cenas deletadas. Uma cena filmada no BART e um epílogo que revelou que Charlie e Harriet têm um filho chamado Stuart, em homenagem ao pai de Charlie. O ator Keith Selvin  é creditado como jovem Stuart no filme.

## Trilha sonora

### Trilha sonora
1. Boo Radleys - "There She Goes" 2:18
2. Toad the Wet Sprocket - "Brother" 4:04
3. Soul Asylum - "The Break" 2:46
4. Chris Whitley - "Starve To Death" 3:14
5. Big Audio Dynamite II - "Rush" (New York City Club Version) 3:55
6. Mike Myers - "This Poem Sucks" 2:04
7. Ned's Atomic Dustbin - "Saturday Night" 3:08
8. The Darling Buds - "Long Day In The Universe" 4:08
9. The Spin Doctors - "Two Princes" 4:15
10. Suede - "My Insatiable One" 2:57
11. Sun-60 - "Maybe Baby" 3:43
12. The La's - "There She Goes" 2:42

### Outras músicas no filme
- The Bay City Rollers - "Saturday Night"
- Ron Gonnelia - "A Touch of Gaelic"
- Rod Stewart - "Da Ya Think I'm Sexy" (cantado por Mike Myers)
- Nancy Travis - "Only You"

### Trilha sonora original
A trilha sonora original do filme foi composta e conduzida por Bruce Broughton. Devido ao filme ter uma forte ênfase na música popular, várias das faixas de Broughton foram substituídas por canções (como sua música-título principal sendo suplantada pela versão de The Boo Radleys de "There She Goes" e "Butcher Shop Montage" tendo substituído pelo "Rush" do Big Audio Dynamite).
Broughton agradeceu o apoio que o supervisor musical Danny Bramson e o diretor Thomas Schlamme deram a ele, afirmando "Tive a oportunidade de apresentar meu caso, e não fui desprezado... Mas o jeito que acabou foi como acabou Foi feito com muita latitude criativa e permissão criativa e confiança. Não posso reclamar da forma como saiu."
A Intrada Records lançou um álbum com sua música em 25 de novembro de 2013, apresentando a trilha sonora completa, além de versões alternativas e originais das faixas.
1. Main Title 	2:55
2. Boy Meets Girl 	1:09
3. Weekly World News 	0:38
4. Butcher Shop Montage 	1:58
5. Russian Stroll 	2:23
6. Goin' For It 	2:19
7. Forever Wet 1 	1:00
8. Forever Wet 2 	0:59
9. Creeping Doubt (Revised) 	1:05
10. Ralph 	1:05
11. Name Your Poison 	1:12
12. Ear Needles (Revised) 	0:45
13. Globe Bridge 	1:08
14. Reflections 	0:42
15. You Blew It 	0:27
16. The Bath (Revised) 	0:54
17. She's Guilty (Revised) 	1:04
18. Wedding Bands 	0:32
19. Inn Source #2 	2:14
20. Stalking 	0:42
21. She's Mrs. Axe (Revised) 	0:57
22. The Finale 	5:27
23. The Finale Part 2 	3:13
24. End Theme 	1:35
25. Go See The Folks 	0:17
26. Dinner Drive (Original) 	0:27
27. Goin' For It (Revised) 	2:19
28. Creeping Doubt (Original) 	1:05
29. Ear Needles (Original) 	0:14
30. Globe Bridge (Alternate) 	0:29
31. Second Thoughts 	0:13
32. Second Thoughts (Revised) 	0:12
33. The Bath 	0:52
34. She's Guilty 	1:05
35. She's Mrs. Axe 	0:57
36. The Finale Part 2 (Alternate) 	2:26
37. Inn Source #1 (Haydn Quartet) 	1:46
38. Inn Source #2 (Alternate) 	1:32
39. Only You (And You Alone)	1:31

Tempo Total: 52:56

## Recepção

### Bilheteria
So I Married an Axe Murderer foi exibido pela primeira vez em uma exibição para beneficiar o escritório local de São Francisco, em 27 de julho de 1993, no Palace of Fine Arts Theatre. Teve sua estreia mundial oficial no Galaxy Theatre em Hollywood em 28 de julho, com a presença de Myers, Travis e LaPaglia. O filme não teve um bom desempenho nas bilheterias. Foi lançado em 30 de julho em 1.349 cinemas e arrecadou US$3.4 milhões de USD durante a sua semana de estréia, e um total de US$11.5 milhões no América do Norte.

### Resposta crítica
O filme teve uma recepção crítica mista. No Rotten Tomatoes, ele tem uma taxa de aprovação de 51% com base em 37 avaliações, com uma classificação média de 5.50/10. O consenso crítico diz: "So I Married an Axe Murderer é um rom-com único com momentos de coração e hilaridade - mesmo que eles sejam muito dispersos para serem coerentes em um todo consistente". No Metacritic, o filme tem uma pontuação de 54 de 100 com base em 30 críticas, indicando "críticas mistas ou médias". O público pesquisado pela CinemaScore deu ao filme uma nota de "B" na escala de A a F.
Em sua crítica para o San Francisco Chronicle, Edward Guthmann chamou o filme de "uma ninharia, na melhor das hipóteses - mas é tão cheio de bom humor e tão rico em atores talentosos que se divertem maravilhosamente, que suas falhas tendem a desaparecer".

## Mídia doméstica
Um DVD do filme foi lançado pela primeira vez em junho de 1999. A arte do DVD era diferente do pôster original do filme, que tinha Harriet segurando um machado nas costas. Um DVD "Deluxe Edition" e uma edição Blu-ray foram lançados em junho de 2008 que, apesar do rótulo acima mencionado, não contém quaisquer características especiais.